# Duo (Hervanta)
Pour les articles homonymes, voir Duo (homonymie).
Duo (auparavant Hervantakeskus) est un centre commercial situé dans le quartier d'Hervanta a Tampere en Finlande. 

## Architecture

### L'ancienne partie Hervannankeskus
La partie d'origine du centre commercial Hervannankeskus est conçue par les architectes Raili et Reima Pietilä et a été achevée à l'automne 1979.
Le centre commercial, le centre d'activités d'Hervanta et le centre de loisirs d'Hervanta forment l'axe central d'Hervanta, conçu par Raili et Reima Pietilä, qui est classé parmi les sites culturels construits d'intérêt national en Finlande,.
Cette ancienne partie du centre commercial, conçue par Raili et Reima Pietilä, présente des caractéristiques qui sont caractéristiques de l'architecture et du style Art nouveau du début des XIXe et XXe siècles.
Le bâtiment est une sorte de mélange d'une halle de marché, d'une gare et d'un jardin d'hiver européens. 
La structure de la fontaine et les grandes fenêtres, à leur tour, sont des éléments qui indiquent l'ère des grands magasins européens,.
Les façades ressemblent a celles du marché couvert de Tampere et de la gare centrale d'Helsinki.
La façade principale sur Insinöörinkatu est symétrique et est égayée par des arcs et diverses techniques de maçonnerie,.
Au deuxième étage du centre commercial, Il y a de petites boutiques dont l'aspect rappelle les wagons des trains. 
Depuis le début, un tramway était prévu pour Hervanta et la gare devait etre regroupée avec le centre commercial.

### Nouvelle partie
Une extension du centre commercial, conçue par le cabinet d'architecte Eero Lahti Oy, est achevée en 2007.
Une extension du centre commercial, conçue par Eero Lahti, est achevée en 2007.
L'extension est aussi large et haute que l'ancienne partie,.

## Galerie

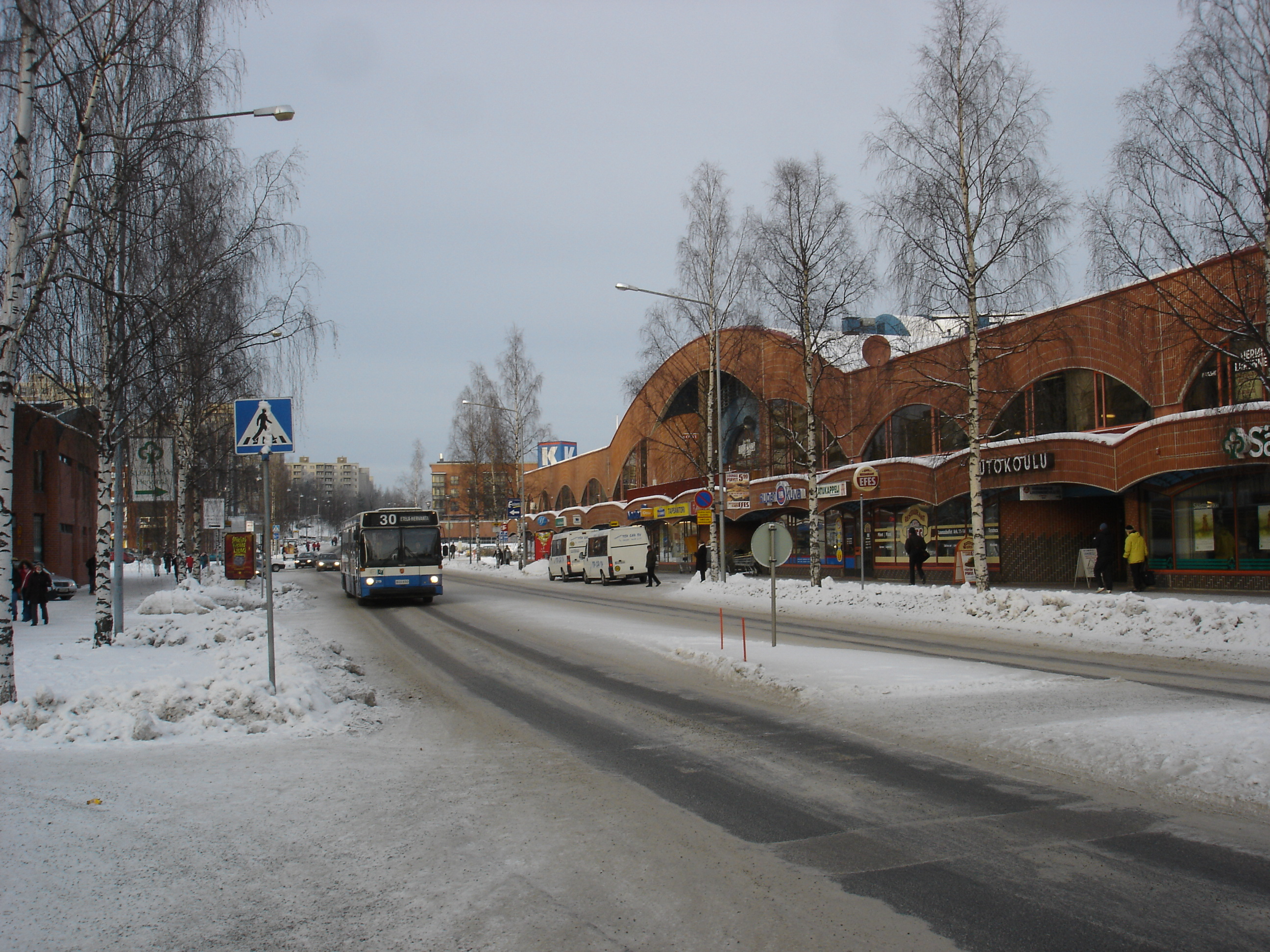
La façade principale conçue par Raili et Reima Pietilä le long d'Insinöörinkatu.
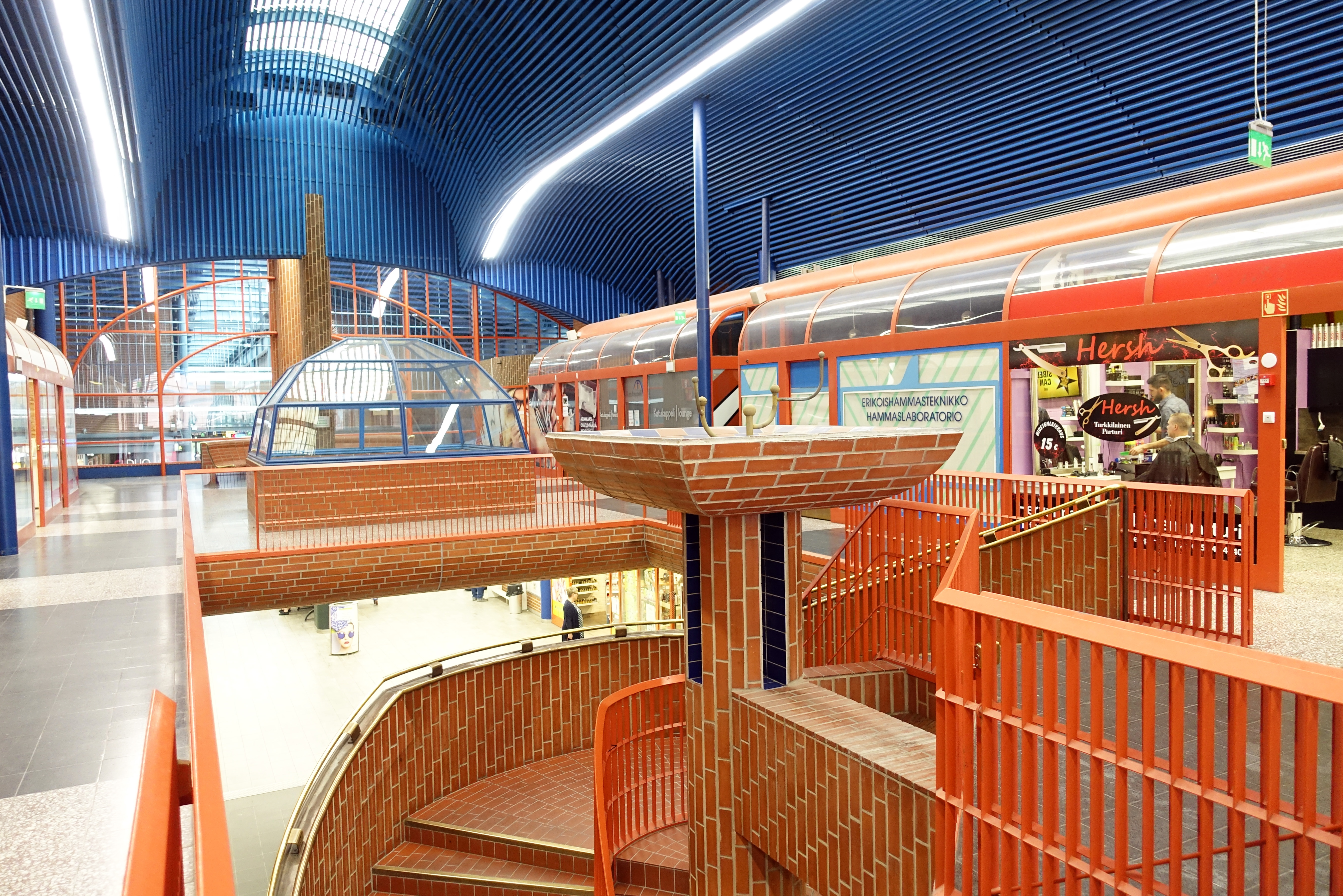
Deuxième étage du centre commercial d'origine.
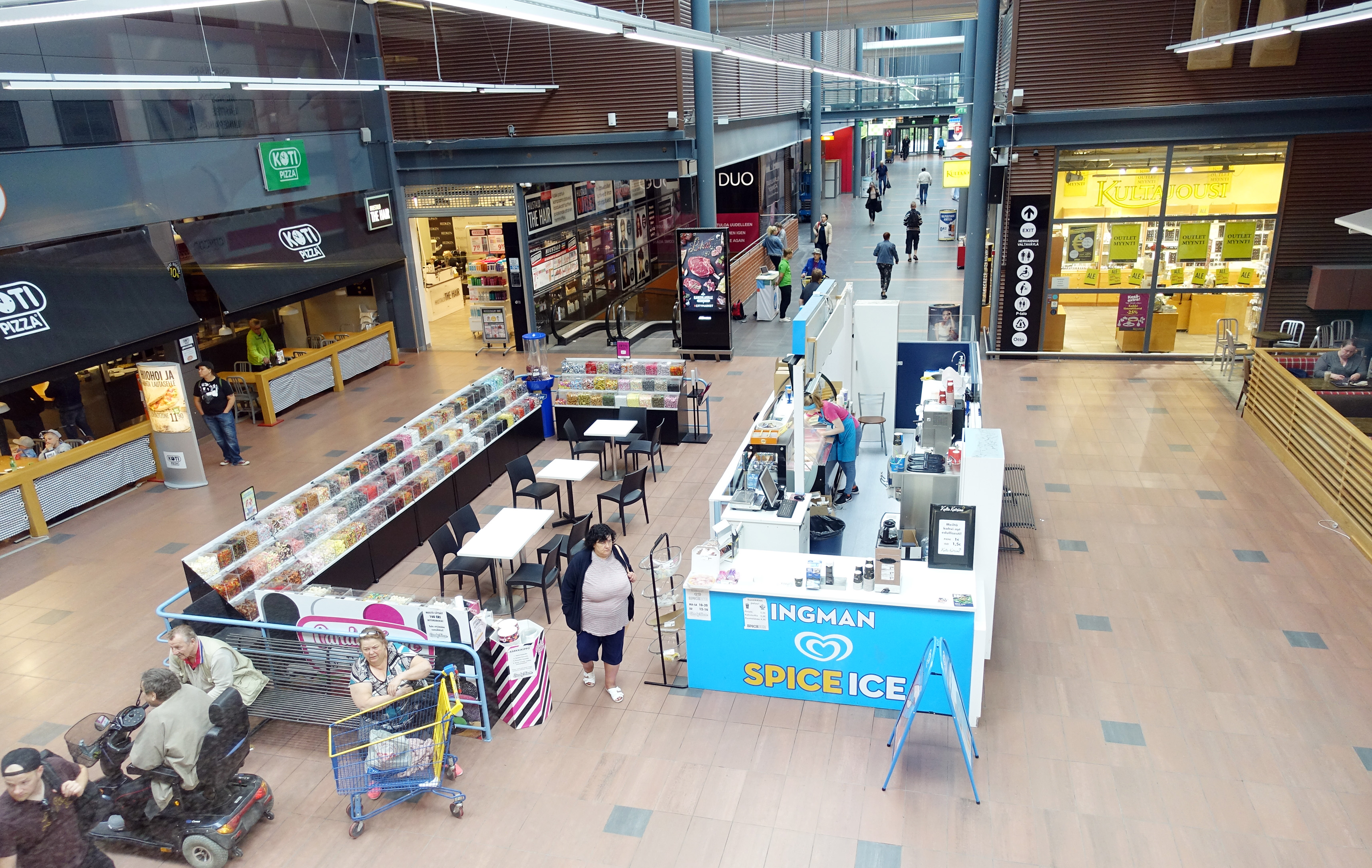
La nouvelle partie du centre commercial.
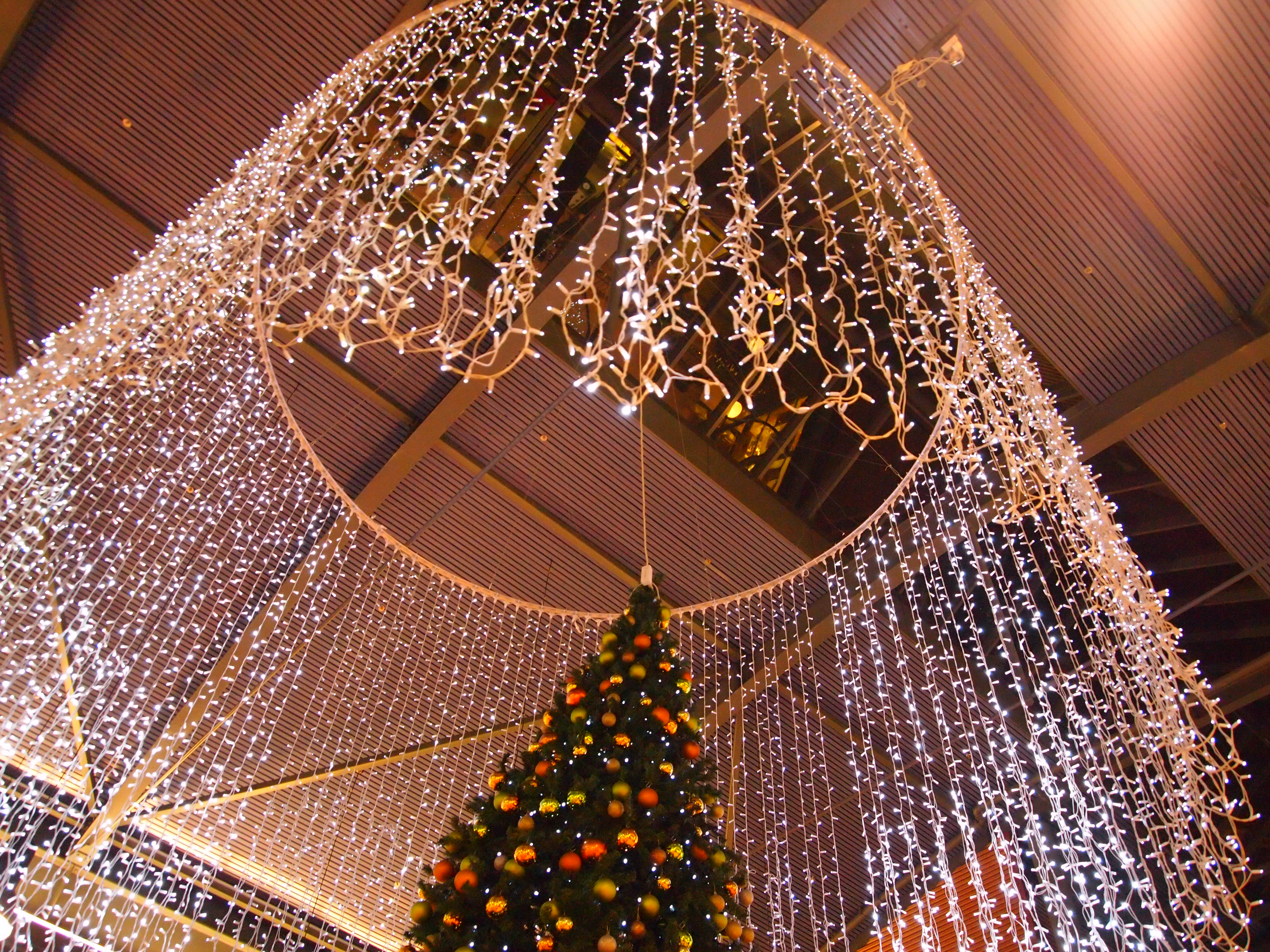
Décorations de Noël.
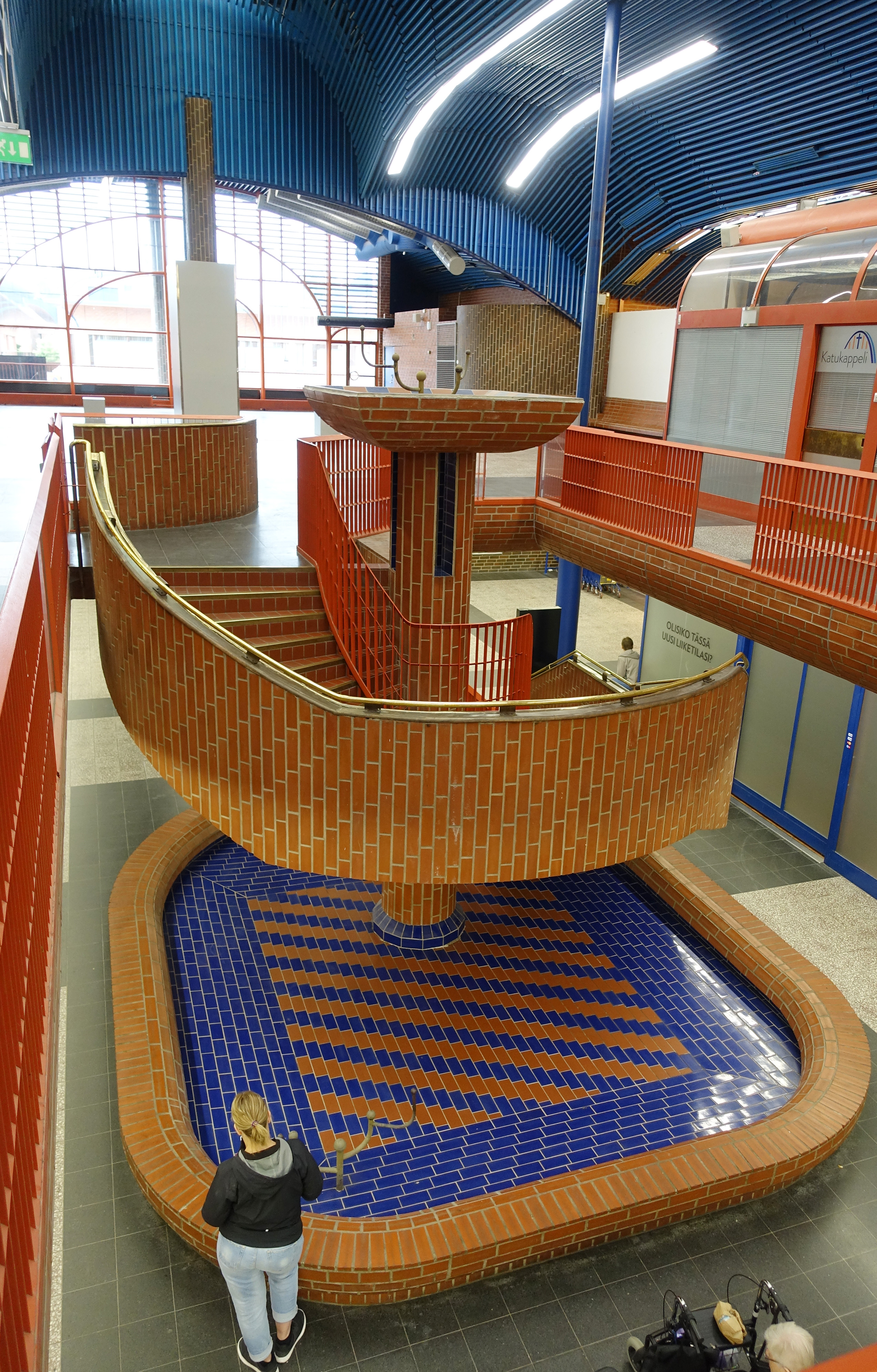
Escalier et fontaine.